# Ale Arena
Ale Arena, arbetsnamn: Bandyhuset, är en bandyhall i Bohus, Ale kommun. Hallen invigdes den 17 november 2007 i samband med en allsvensk bandymatch mellan Ale-Surte BK och Tjust BK, som slutade 8-7 till Ale-Surte BK inför 1 311 åskådare. Första målskytt i seriesammanhang är Tjust BK:s spelare Dan-Inge Johansson.
Hallen är 75 x 122 meter stor, och har en takhöjd på 16 m vid det högsta stället, och 12 meter vid det lägsta. Publikkapaciteten är ca 2 000 personer. Byggnadsstommen är i stål och väggarna i lackerad stålplåt.
Under perioden 11-15 augusti 2008 användes anläggningen då Ale-Surte BK för första gången arrangerade en sommarbandyskola. Sommarbandyskolan riktade sig 2008 till pojkar och flickor födda 1993-1999 .